# Fantômette contre le Géant
Fantômette contre le Géant est le 3e roman de la série humoristique Fantômette créée par Georges Chaulet.
Le roman, publié en 1963 dans la Bibliothèque rose des éditions Hachette, comporte 189 pages. Il évoque la lutte de Fantômette contre le géant qui agresse les nouveaux propriétaires du Clos des Fougères, la famille Legrand.

## Notoriété
De 1961 à 2000, les ventes cumulées des titres de Fantômette s'élèvent à 17 millions d'exemplaires, traductions comprises.
Le roman Fantômette contre le Géant a donc pu être vendu à environ 200 000 exemplaires.
Comme les autres romans, il a été traduit en italien, espagnol, portugais, en flamand, en danois, en finnois, en turc, en chinois et en japonais.

## Personnages principaux
- Françoise Dupont / Fantômette : héroïne du roman
- Ficelle : amie de Françoise et de Boulotte
- Boulotte : amie de Françoise et de Ficelle
- Colette Legrand : une amie des trois précédentes
- M.Legrand : père de Colette Legrand, ancien athlète souhaitant transformer le Clos des Fougères en un centre sportif pour la jeunesse
- Melle.Bigoudi : institutrice des héroïnes
- Brigadier Pivoine et gendarme Lilas : deux membres des forces de l'ordre
- Goupil et Baratini : deux ouvriers du chantier

## Résumé
Remarque : le résumé est basé sur l'édition cartonnée non abrégée parue en 1963 en langue française.
- Mise en place de l'intrigue (chapitres 1 et 2)

Un étrange bandit s'introduit dans la vielle chapelle du Clos des Fougères pour y recopier quelques vers écrits dans un vieux missel. Mais, plus tôt dans la journée, Fantômette avait croisé dans une quincaillerie cet étrange individu alors qu'il acehetait une pince monseigneur. Alertée, la justicière a donc suivi le malandrin. Elle lui fait peur et s'empare du texte : Quand le Géant apparaîtra Et que l'étoile écrasera Alors la porte s'ouvrira. 
Le lendemain, durant le cours de Melle.Bigoudi, Boulotte, Ficelle et Françoise font la connaissance d'une nouvelle élève : Colette Legrand. La jeune fille explique aux héroïnes que ses parents ont décidé de quitter paris pour s'installer à Framboisy. Ils ont acheté une ferme, le Clos des Fougères, pour la transformer en un centre sportif. 
- Aventures et enquête (chapitres 3 à 13)

Les trois amies décident d'aider la famille Legrand et rejoignent le chantier. Pour aller plus vite, M.Legrand embauche deux ouvrier : Goupil et Baratini. 
Quelques jours après, commencent des agressions visant la famille Legrand : hurlement d'un géant la nuit, vol d'un missel rangé dans la vielle chapelle et tentative d'incendie de la ferme. Les gendarmes Pivoine et Lilas patrouillent désormais toutes les nuits mais font preuve d'une inefficacité totale.
Fantômette qui a suivi le bandit le premier soir lui demande d'arrêter ses exactions et elle en profite pour récupérer le missel ce qui lui permet dé découvrir le quatrième et dernier vers du mystérieux texte : Mille écus d'or on trouvera.
Ficelle pose des collets pour arrêter le géant mais ce sont les gendarmes qui sont piégés ! Et lorsque le bandit fait exploser une bombe artisanale contre la porte d'entrée de la ferme, la famille Legrand décide de retourner à Paris.
- Dénouement et révélations finales (chapitres 13 et 14)

Fantômette trouve une étoile sculptée sur le sol de la vielle chapelle. Elle imagine que la dalle sur laquelle se trouve le bas relief peut s'ouvrir sous le poids d'un géant. Elle amasse donc des affaires de chantiers mais bascule dans une crypte lorsque la pierre s'ouvre. La justicière se retrouve prisonnière. car le mécanisme a repris sa position initiale. heureusement le bandit ouvre et bloque la dalle. Il descend dans le trou. Fantômette fait semblant d'être inanimée et ressort à toute vitesse lorsque le malfrat lui tourne le dos. Elle en profite pour retirer le dispositif bloquant la dalle en position ouverte et emprisonne ainsi le bandit. Elle appelle alors les Legrand qui reviennent au Clos des Fougères. 
Françoise les accueille et explique le secret de la chapelle. M.Legrand est d'une taille impressionnante et il réussit à ouvrir la pierre du fait de son seul poids. M.Legrand découvre Goupil enfermé dans la crypte. L'ancien athlète délivre le bandit et le menace de coups s'il revient dans la ferme. Le brigand s'enfuit. 
Françoise explique alors qu'un trésor (les mille écus) était caché dans la crypte et que Fantômette l'a déplacé dans un vieil arrosoir, à la disposition des légitimes propriétaires. Cet argent va permettre de faire un centre sportif encore plus beau, avec notamment une piscine !